# Jobs
jobs és un control dels sistemes operatius Unix  per enumerar processos llançats o suspesos en segon pla.

## Exemples
```
$ sleep 10&
[1] Done sleep 50
$ sleep 10&
[3] 15259
$ sleep 10&
[4] 15260
$ jobs
[2] Running sleep 10 &
[3]- Running sleep 10 &
[4]+ Running sleep 10 &
```